# San Francisco de Coray (ort)
San Francisco de Coray är en ort i Honduras.   Den ligger i departementet Departamento de Valle, i den sydvästra delen av landet, 60 km sydväst om huvudstaden Tegucigalpa. San Francisco de Coray ligger 164 meter över havet och antalet invånare är 1 330.
Terrängen runt San Francisco de Coray är kuperad. Runt San Francisco de Coray är det ganska tätbefolkat, med 75 invånare per kvadratkilometer. Närmaste större samhälle är Nacaome, 14,7 km söder om San Francisco de Coray. Omgivningarna runt San Francisco de Coray är en mosaik av jordbruksmark och naturlig växtlighet.